# Tobaksfria veckan
Tobaksfria veckan startade i mitten av 1970-talet som Rökfria veckan och är en kampanj i Sverige mot tobaksbruk. Tobaksfria veckan, som infaller vecka 47 varje år, är riktad bland annat till skolorna och drivs av olika organisationer.